# Volen Siderov
Volen Nikolov Siderov (bolgarsko Волен Николов Сидеров), bolgarski politik, * 19. april 1956, Jambol.
Siderov je bil sprva zaposlen kot fotograf v Narodnem muzeju literature, po padcu komunističnega režima pa je postal urednik več konservativnih političnih glasil. Je ustanovitelj in predsednik nacionalistične stranke Ataka, ki se zavzema za ponovno priključitev ozemlja, odvzetega Bolgariji po neulijski mirovni pogodbi, za izstop iz pakta NATO ter proti priznanju Kosova in vstopu Turčije v Evropsko unijo.